# Circolo imperiale

Una mappa delle Province Imperiali nel 1560. Gli stati che non facevano parte di alcuna provincia sono indicati in bianco

Un circolo imperiale o provincia imperiale (in latino Circulus imperii, plurale Circuli imperii, in tedesco Reichskreis, plurale Reichskreise) era un raggruppamento regionale degli Stati del Sacro Romano Impero. Furono costituiti a partire dal 1500 in seguito alla riforma imperiale di Massimiliano I d'Asburgo, principalmente per una migliore difesa dell'impero tedesco e per facilitare la raccolta delle tasse, ma anche un metodo di riorganizzazione per il Reichstag (il Parlamento Imperiale).
Ciascun circolo disponeva di un Kreistag (parlamento provinciale), anche se non tutti i membri di un Kreistag potevano essere anche membri del Reichstag.
Infatti vi erano varie tipologie di feudi a cui era concessa la sovranità o autonomia in ambito imperiale:
- quelli riconosciuti immediati e sovrani a tutti gli effetti (Reichsstände): erano membri del Reichstag generale dell'impero con diritto di seggio e di voto e distinti dopo il 1648 in tre collegi elettorali (Elettori, Principi e conti, Città dell'impero), rappresentati da oltre 100 voti e versano la matricola;
- quelli riconosciuti immediati dal 1648, ma privi del diritto di voto alla Dieta generale, avendo solo seggi e voti nelle singole Diete provinciali di circolo (principi, conti, abati, signori) e versano la matricola;
- quelli riconosciuti dal 1648 immediati nei singoli circoli ma privi di seggi e voto anche nelle Diete provinciali pur versando la matricola;
- quelli riconosciuti immediati ma non appartenenti ai circoli e privi di voto alle Diete regionali e generale ed esenti dal versare la matricola  come i feudi italiani e circa 80 feudi tedeschi, appartenenti ad abbazie imperiali, baroni, conti, famiglie equestri, nonché alcune appartenenti agli Asburgo (Boemia e Moravia), alla Danimarca (Dietmarschen), alla Prussia (Glatz), all'Hannover (Hadeln);
- quelli riconosciuti immediati di fatto, come le signorie equestri (Rittergut, Ritterschaft), con propri seggi e voti nelle Diete dei cantoni nobili equestri ripartite nei tre circoli equestri, ma non facenti parte dei circoli imperiali e versano facoltativamente la matricola. Erano circa 1400 signorie appartenenti ad abbazie, baroni, conti, famiglie equestri, tutte sottoposte all'alta sovranità imperiale.

## Formazione dei circoli
Con la Riforma imperiale del 1500 vennero creati sei circoli in quest'ordine (Dieta di Augusta):
- Circolo di Franconia (Fränkischer Reichskreis)
- Circolo Bavarese (Bayerischer Reichskreis)
- Circolo Svevo (Schwäbischer Reichskreis)
- Circolo dell'Alto Reno (Oberrheinischer Reichskreis)
- Circolo del Basso Reno-Vestfalia (Niederrheinischer-Westphälischer Reichskreis)
- Circolo della Sassonia (Sächsische Reichskreis)

Originariamente i territori asburgici e degli elettori non furono circondariati. La Dieta del 1512 a Treviri e Colonia organizzò questi territori in altri tre circoli:
- Circolo Austriaco (Österreichischer Reichskreis)
- Circolo Borgognone (Burgundischer Reichskreis)
- Circolo elettorale del Reno (Kurrheinischer Reichskreis)

Il Circolo della Sassonia venne inoltre diviso in due circoli:
- Circolo della Bassa Sassonia (Niedersächsischen Reichskreis)
- Circolo dell'Alta Sassonia (Obersächsicher Reichskreis)

Queste province rimasero immutate sino alla fine del XVIII secolo, quando le guerre della rivoluzione francese apportarono cambiamenti significativi all'impero, fino a decretarne la caduta (1806).

## Stati esterni ai circoli imperiali
Una serie di stati e territori rimasero estranei all'organizzazione dei circoli imperiali e pertanto, non facendovi parte, erano esclusi dagli stati che partecipavano ai lavori e alle votazioni della Dieta dell'impero, tra questi gli stati del Regno d'Italia, della corona di Boemia, della vecchia Confederazione. Oltre a questi vi fu un considerevole numero di territori che mantennero l'immediatezza imperiale tra i quali diverse abbazie, i villaggi imperiali e i cavalieri del Sacro Romano Impero e appartenenti ad abbazie imperiali, baroni, conti, famiglie equestri, nonché alcune appartenenti agli Asburgo (Boemia e Moravia), alla Danimarca (Dietmarschen), alla Prussia (Glatz), all'Hannover (Hadeln).

### Territori dell'antico Regno d'Italia
- Ducato di Mantova
- Piemonte: Savoia re di Sardegna
- Principato vescovile di San Giulio e di Orta: vescovi di Novara
- Signoria di Bagnaria: Doria
- Signoria vescovile di Cecima e S. Ponzio: vescovi di Pavia
- Marchesato di Montemarzino: Spinola di Los Balbassos - 1753
- Marchesato di Garbagna e Vargo: Doria Landi di Torriglia
- Marchesato di Campofreddo: Spinola di San Luca
- Repubblica di Genova
- Marchesato del Finale: a Genova dal 1748
- Principato di Torriglia: Doria Landi
- Marchesato di Croce Fieschi
- Marchesato di Savignone
- Marchesato di Mongiardino
- Marchesato di Roccaforte Ligure: Spinola di Luccoli
- Marchesato di Cabella: Pallavicino
- Marchesato di Carrega Ligure: Doria Landi di Torriglia
- Marchesato di Casareggio: Spinola di San Luca
- Marchesato di Cantalupo Ligure: Botta Adorno
- Signoria di Fontanarossa: Spinola di Luccoli, Doria e Pallavicini
- Signoria di Gorreto: Centurione
- Signoria di Rocchetta Ligure: Spinola di Luccoli
- Signoria di Montacuto e Giarolo: Spinola, Doria e Frascarolo
- Signoria di Maccagno imperiale: Borromeo d'Angera
- Signoria della Valsolda: arcivescovi di Milano -1784
- Signoria di Limonta, Civenna e Campione: abati di San Ambrogio a Milano
- Ducato di Milano
- Baronia imperiale di Retegno e Bettola: Gallio Trivulzio -1768
- Principato di Castiglione delle Stiviere: Gonzaga -1773
- Marchesato di Gazoldo e Desolo: Ippoliti -1777
- Ducato di Modena e Reggio
- Marchesato del Monferrato
- Marchesato di Saluzzo
- Ducato di Parma
- Ducato di Massa: Cybo Malaspina
- Marchesato di Fosdinovo: Malaspina
- Marchesato di Mulazzo: Malaspina
- Marchesato di Calice al Cornoviglio: Malaspina
- Marchesato di Podenzana e di Aulla: Malaspina
- Marchesato della Virgoletta e di Villafranca: Malaspina Estense
- Marchesato di Castevoli: Malaspina
- Marchesato di Malgrate: Ariberti
- Marchesato di Licciana: Malaspina
- Marchesato della Bastia: Malaspina
- Marchesato di Suvero: Malaspina
- Marchesato di Tresana e Giovagallo: Corsini
- Marchesato di Olivola: Malaspina
- Marchesato di Ponte Bosio: Malaspina
- Repubblica di Lucca
- Granducato di Toscana
- Contea imperiale di Vernio: Bardi Alberti
- Marchesato di Monte Santa Maria: Bourbon del Monte
- Contea imperiale di Carpegna

### Territori della Corona di Boemia
- Regno di Boemia
- Margraviato di Moravia
- Marchesato dell'Alta Lusazia (fino al 1635 dipendente dalla Corona di Boemia, dopo la Pace di Praga (1635) feudo del Principato Elettorale di Sassonia)
- Marchesato della Bassa Lusazia (fino al 1635 dipendente dalla Corona di Boemia, dopo la Pace di Praga (1635) feudo del Principato Elettorale di Sassonia)
- Ducato di Slesia (dal 1740 in gran parte del Regno di Prussia)  Contea di Glatz (fino al 1742 della Boemia, dal 1742 del Regno di Prussia)

### Territori della Vecchia Confederazione

#### Località sovrane o cantoni
Tra parentesi l'anno di ingresso nella confederazione:
- Città di Zurigo (1351)
- Città di Berna (1353)
- Città di Lucerna (1332)
- Territorio di Uri (1291)
- Territorio di Svitto (1291)
- Territorio di Unterwalden (Obvaldo e Nidvaldo) (1291)
- Territorio di Glarona (1352/1386)
- Città e territorio di Zugo (1352)
- Città di Friburgo (1481), dal 1454 paese alleato
- Città di Soletta (1481), dal 1353 paese alleato
- Città di Basilea (1501)
- Città di Sciaffusa (1501), dal 1454 paese alleato
- Land Appenzello (1513), dal 1411 paese alleato

#### Località con patti di alleanza
Tra parentesi l'anno e a seguire le località con le quali vi erano patti di alleanza
- Abbazia di San Gallo (1451); Zurigo, Lucerna, Glarona e Svitto
- Città di Biel (1353); Berna, Friburgo, Soletta, nominalmente sotto la supervizione del Principe-vescovo di Basilea
- Città di San Gallo (1454); Zurigo, Berna, Lucerna, Svitto, Zugo, Glarona
- Repubblica Vallese (1416/1417); Lucerna, Uri, Unterwalden; 1475 Berna; 1529 Svitto, Zugo, Friburgo; 1533 Soletta
- Città di Mülhausen (1515/1586); XII località; 1586 solo Zurigo, Berna, Glarona, Sciaffusa, Basilea
- Città di Ginevra (1519/36); Berna, Friburgo; 1558 solo Berna; 1584 Zurigo, Berna
- Repubblica delle Tre Leghe (1497/1499); Zurigo, Lucerna, Uri, Svitto, Unterwalden, Zugo, Glarona; 1600 Vallese; 1602 Berna; dopo il 1618 solo Berna e Zurigo. I tre stati membri erano:
  -  Lega Caddea
  -  Lega Grigia
  -  Lega delle Dieci Giurisdizioni

### Altri territori
- Un numero elevato di stati minori e di signorie tra i quali:
  - Abbazia di Burtscheid fino al 1756 quando acquista il voto alla Dieta come prelato del Reno
  - Priorato di Buxheim (1548)
  - prevostura di Cappenberg: principi vescovi di Munster
  - Monastero di Ottobeuren
  - signoria di Schaumburg: langravi d'Assia-Kassel, conti von der Lippe Schaumburg
  - Abbazia di Arnstein
  - Abbazia di Schöntal
  - signoria equestre di Achstetten: per 1/3 all'abbazia di Gutenzell, 1/3 abbazia di Ochsenhausen, 1/3 conti von Oettingen-Spielberg (1689)
  - abbazia di Agnetenberg
  - abbazia di Altdorf in Alsazia
  - abbazia di Altenburg
  - signoria di Asch, Joditz in Boemia: baroni von Zedwitz fino al 1774
  - abbazia di Bildhausen
  - abbazia di Bronnbach dal 1656
  - signoria equestre di Bussmannshausen: baroni von Hornstein
  - terra della Dietmarschen: alla Danimarca
  - signoria perpetua di Dinklage: baroni von Galen
  - abbazia di Disentis
  - signoria equestre di Dörzbach: baroni von Eyb
  - signoria di Dreys: abbazia di Echternach
  - signoria di Dyck: conti von Salm Dyck
  - abbazia di Ebrach (1556)
  - abbazia di Echternach (1665)
  - abbazia di Einsiedeln
  - signoria di Eisden e Leutstein: signori van Vlodrop fino al 1752
  - capitolo di Elsey, dal 1793 ha il voto alla Dieta come prelato del Reno
  - capitolo di Elten
  - signoria equestre di Eroldsheim: conti von Boineburg-Bömelberg, abbazie di Roth e di Ochsenhausen
  - signoria di Fagnolles: istituita nel 1764 per il principe de Ligne
  - abbazia di Frauenchiemsee
  - signoria equestre di Freudenberg: abbazia di Pfäfers
  - signoria equestre di Frohnenburg: conti von Ostein
  - capitolo di Gerresheim
  - terra di Hadeln: elettori di Hannover
  - signoria equestre di Herchingen
  - signoria di Hochdorf: baroni vn Tessin
  - signoria di Homburg: conti von Sayn-Wittgenstein-Berleburg
  - signoria di Hörstgen: conti von Ostein, baroni von Blanche zu Radelo
  - abbazia di Käppel (1588)
  - signoria di Knyphausen e Varel: conti Bentinck e von Aldenburg
  - abbazia di Comburg (1521)
  - capitolo di Craichgau (1725)
  - signoria di Jevern: margravi di Anhalt-Zerbst
  - signoria di Lage: baroni Quadt-Wyckradt Zoppenbroich
  - signoria di Landscron: conti von Nesselrode
  - signoria di Laupheim: baroni von Welden
  - signoria equestre di Landsrost: baroni von Freyberg
  - signoria equestre di Lauterbach: baroni von Riedeseln
  - signoria equestre di Lebach: 27/ agli elettori di Treviri e ai von Hagen zu Motten, 1/7 all'abbazia di Fraulautern
  - signoria di Lembeck: conti von Merveldt
  - signoria equestre di Mechelen: 1/2 ai conti von Nesselrode e ai baroni von Twickel Havixbeck(fino al 1771), Frambach von Bingel, von Rode, 1/2 ai conti von Manderscheid e conti von Nesselrode Reichenstein
  - signoria equestre di Maienfels: baroni von Gemmingen
  - signoria di Mergen: conti Schall von Bell
  - contea imperiale di Montbéliard (Mömpelgard): duchi del Württemberg
  - abbazia di Muri (1710)
  - signoria di Myllendonck: conti von Ostein
  - signoria di Nalbach: abbazia di S. Simeone a Treviri e ai von Hagen zu Motten
  - signoria di Neerbach: abbazia di Hocht (1708)
  - abbazia di Nivelles
  - signoria di Oberbronn: 2/3 ai principi von Hohenlohe Bartenstein, 1/3 ai conti Sinclair
  - abbazia di Oberschönenfeld
  - signoria di Oberstein: conti von Sayn Wittgenstein Berleburg
  - contea di Pyrmont: principi von Waldeck
  - signoria equestre di Rath (1706): baroni von Twickel zu Havixbeck
  - signoria di Reichelsberg: conti von Schönborn
  - signoria equestre di Rettenbach: von Knörringen
  - signoria equestre di Rhade: conti von Nesselrode
  - signoria equestre di Rheda: conti von Bentheim Tecklenburg
  - signoria di Richold: ai Bongard de Pappendorf
  - signoria di Rimburg: conti von Westerholt, conti de Ligneville, conti von Gronsfeld, baroni von Galen
  - signoria equestre di Rühlingen: baroni von Kerpen
  - signoria di Saffenburg: conti von der Mark fino al 1773
  - contea di Salm in Alsazia: principi von Salm Salm
  - signoria di Schauen: baroni von Grote
  - signoria equestre di Schönau: baroni von Blanche zu Radelo (1717)
  - signoria di Schmalkalden: langravi d'Assia Kassel
  - signoria di Schwarzenholz: principi di Nassau-Saarbrücken, abbazia di Frauenlautern
  - signoria di Schwendi: conti von Oettingen-Spielberg
  - capitolo di San Alban a Magonza
  - abbazia di San Emmeram fino al 1731 quando acquista il voto alla Dieta nei Prelati della Svevia
  - abbazia di San Lambrecht in Austria
  - abbazia di San Lugerio
  - abbazia di San Peter nella Foresta Nera
  - abbazia di San Servatius a Maastricht
  - abbazia di Schänis
  - signoria di Stauffen: Asburgo, abbazia di S. Blasien (1738)
  - signoria di Stein: vescovi di Liegi e marchesi von Westerloo
  - capitolo di Vreden
  - signoria di Wain: al barone Johann Theobald von Herman dal 1780
  - signoria di Wasserburg: conti von Montfort fino al 1779
  - signoria equestre di Weiler: cavalieri von Weiler
  - signoria equestre di Weype: conti von Meerscheid
  - abbazia di Wiblingen (1701)
  - signoria equestre di Wildenberg: abbazia di Steinfeld (1715), conti von Pallandt
  - signoria di Wylre: ai von Bodden
  - signoria equestre di Züttlingen: baroni von Ellrichshausen (1676)

oltre i circa 1500 feudi equestri, di fatto sovrani in possesso dei cavalieri del Sacro Romano Impero.